# Energía (álbum)
Energía es el segundo álbum de estudio del cantante colombiano J Balvin. Capitol Latin y Universal Music Group lo publicaron mundialmente el 24 de junio de 2016. Balvin coescribió todos las canciones y contó con la ayuda de compositores y productores, tales como Alejandro «Sky» Ramírez, Alejandro «Mosty» Patiño, Pharrell Williams, Jesse & Joy, Jason Boyd, entre otros. El cantante dijo que el título del álbum es el «resultado de electricidad», y que con él quería cambiar la percepción sobre los latinos por todo el mundo.
El álbum recibió comentarios positivos por parte de la crítica, entre otros ven acertado la inclusión de artistas como Juanes, Feid, Yandel y Pharrell Williams, mientras que otros afirman que el conjunto de géneros musicales en el álbum, «solidifican al artista como un cantante versátil». En la parte comercial, debutó en los listados de Estados Unidos, en la posición 38, con 12 000 unidades vendidas, lo que le aseguró el número uno en la sección de álbumes para el mercado latino de Billboard. El álbum vendió más 1.8 millones de copias.

## Antecedentes

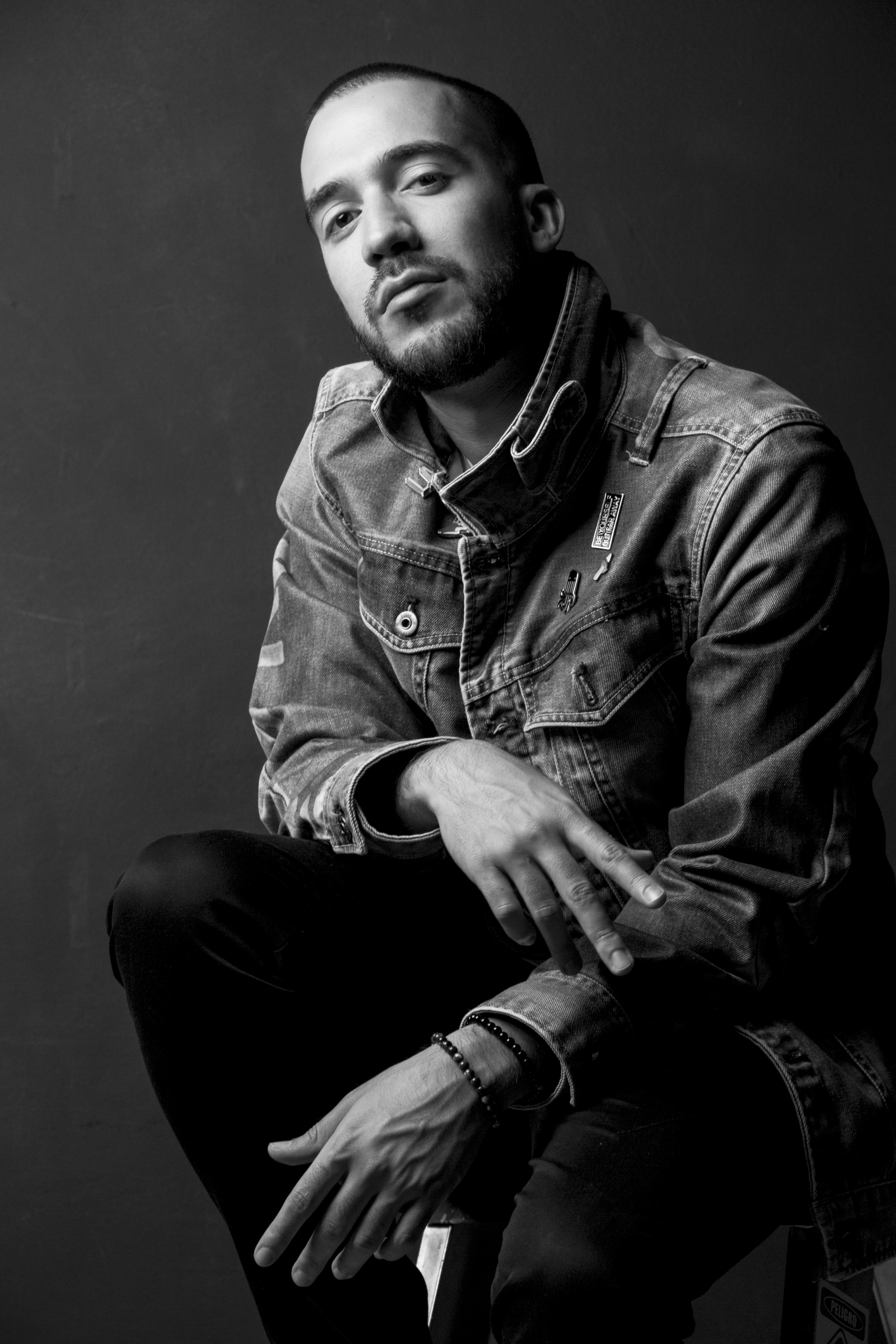
René David Cano, conocido con el seudónimo de «Bull Nene» se encargó de la composición de varias pistas del álbum.

El 23 de octubre de 2013, Balvin lanzó su primer álbum de estudio La familia, dicho estaba producido por Master Chris, Arbise González «Motiff», Mr. Pomps, Rome, Keith Ross y Gavriel Aminov «Vein». El álbum se posicionó en la décima casilla de Top Latin Albums de Billboard y ganó cinco discos de platino en su natal Colombia.
«6 AM», uno de los cortes del álbum, fue el primer tema de Balvin en ingresar al listado de música de España PROMUSICAE, en la posición 22, luego se le otorgó dos discos de platino. Además se convirtió en el primer sencillo en español en conquistar un disco de diamante para un tema español en Estados Unidos. El artista lanzó en el 2014 el sencillo «Ay vamos». El tema se convierte en su primer número uno en la lista de Hot Latin Songs, en donde permanece solo una semana, además también entró a la primera posición en Colombia. —su cuarto número uno— El tema se convirtió además en el segundo sencillo en ser certificado diamante por un artista latino. Balvin se convirtió en el primer colombiano en presentarse en el Festival de la Canción de Sanremo en Italia, esto en 2016, en donde interpretó «Ginza».
El 24 de junio, Balvin lanza su tercer álbum de estudio, en una entrevista concedida a Billboard, el autor explica por qué escogió el nombre del disco: «El título es el resultado de electricidad. (...) Estaba en Los Ángeles, en el estudio. Y, ese día todo lo que toqué me impresionó». Asimismo afirma que «aunque muchos no tengan familia, [alusión a su anterior trabajo discográfico] cada uno tiene la energía» y que siempre alienta a sus seguidores con «mensajes cargados de energía». En otra entrevista, esta vez al periódico The New York Times, el intérprete habló sobre lo que quería lograr con el álbum: «Quiero cambiar la percepción sobre los latinos por todo el mundo. (...) Creo que la gente aún no sabe lo genial que somos».

## Recepción crítica
Tom Jurek de Allmusic afirma que el alcance de Balvin es amplio en Energía, ya que está ordenado en secciones muy distintas, estratégicas. Comienza con apariciones estelares, como Pharrell Williams en «Safari», Yandel en «Acércate» o Juanes en «No hay título» y ofrece sexys temas de baladas y al final con reguetón. Por su parte Doris Irizarry, redactora de AXS escribió que Balvin no es ningún «bobo», llamándolo la última adición al nuevo movimiento urbano. Irizarry afirma que «Balvin ha creado un disco diverso lleno de hits», donde incluye la especialidad del artista (reguetón), con pop y que no le daría sorpresa si el artista colombiano sigue rompiendo récords con el álbum. Por otro lado, Rául Guillén, del sitio web español Jenesaispop, le dio al álbum una calificación de 6.8 sobre 10, donde indica que este cuarto álbum es el más apto a todos los públicos. Incluso los más exquisitos, gracias a su «acabado pulcro y elegante». Guillén asevera que globalmente, el arranque del álbum es verdaderamente intachable, hasta «Bobo», y a partir de ahí, el álbum se vuelve algo «intermitente», con unos cuantos temas «harto predecibles». Pero, pese a todo, prueban que el colombiano no tiene ni un «pelo (teñido de rubio platino) de tonto». Sabe bien lo que se hace a sí mismo y al «reggaeton-pop».
Griselda Flores de Billboard escribe que en Energía; «La capacidad de J Balvin de trabajar pistas irresistibles con el letras pegadizas es reforzada». Continua explicando que la colección de ritmos que van desde reguetón, hasta baladas acústicas «solidifican al artista como un cantante versátil», que no tiene miedo de dar un toque a géneros diferentes y explorar una serie de emociones con su música. Isabella Herrera delsitio web Remzcla.com, afirma que «Energía es un registro eufórico, impecablemente producido, lleno de torceduras y vueltas que no a menudo nos ofrecen en la industria de la música latina». Ella continua al afirmar que el eclecticismo de Energía es un propio logro, ya que la industria «ha sido reticente para permitir a artistas urbanos dar un salto a la "corriente anglo"» y que «también es una señal de carácter polifacético y nueva invención que Balvin sabe que tendrá que sobrevivir esta industria a largo plazo».

### Reconocimientos
Energía fue reconocido como uno de los «50 mejores álbumes de 2016» por la revista Billboard, exactamente en la posición 24. Siendo el único álbum del género urbano latino en dicha lista. Asimismo «Safari» fue incluida en la lista de «las 100 mejores canciones pop de 2016», en la posición 46.
El álbum estuvo nominado en la categoría «mejor álbum» en los Premios Shock 2016, sin embargo perdió contra el álbum homónimo de Manuel Medrano. Igualmente, Energía estuvo nominado como «álbum urbano del año», en los Premios Lo Nuestro 2017, pero perdió ante Pretty Boy, Dirty Boy de Maluma. El álbum ganó un Premio Grammy Latino en 2016, en la categoría «mejor álbum de música urbana».

## Recepción comercial
A su lanzamiento mundial, Energía alcanzó la cima de los listados de iTunes de dieciséis territorios; entre ellos Argentina, su natal Colombia, República Dominicana, México, Ecuador, España y Estados Unidos para el mercado latino. En México, Energía impuso un récord al vender 120 mil copias en su día de lanzamiento, suceso nunca antes logrado por otro artista. Con tan solo dos días en ventas, logró debutar dentro de los diez primeros lugares en la lista general y español de la Asociación Mexicana de Productores de Fonogramas y Videogramas (AMPROFON), exactamente en la posición siete y seis, respectivamente. Ya para la semana siguiente se ubicó en la cima de ambas listas. Debido a eso, la misma AMPROFON le otorgó dos discos de platino.
En otros territorios como Centroamérica, Chile, Colombia, Ecuador, Perú y Venezuela, certificó discos de platino, multiplatino, así como de oro. Energía entró en algunos listados de Europa: en la región Valona de Bélgica, se ubicó en el 187, en España, ingresó a la posición 44, mientras que en Suiza debutó en la casilla 49. En los Estados Unidos tuvo un excelente recibimiento comercial, debutó en la posición 38 de Billboard 200, con 12 000 unidades vendidas (de las cuales siete mil fueron de ventas tradicionales). Además de eso, Energía debutó en las posiciones 17 y 23 de Digital Albums y Top Album Sales respectivamente. Gracias a sus ventas, el álbum pudo debutar en la primera posición del listado Top Latin Albums, convirtiéndose en el primer número uno del artista en la lista, así como el tercer acto más vendido del año en una semana, sólo superado por Los dúo 2 de Juan Gabriel, quién vendió nueve mil copias en enero de 2016 y Qué bendición de la Banda Sinaloense MS de Sergio Lizárraga, quien debutó con ocho mil unidades en febrero.

## Promoción

### Sencillos
El primer sencillo del álbum, «Ginza» se publicó el 17 de julio de 2015. El tema tuvo un recibimiento comercial exitoso, al lograr el número uno en países como España, Italia, México y en los Estados Unidos para el mercado latinoamericano, además de ingresar al listado principal Billboard Hot 100, como la primera canción del intérprete en dicha lista, en la posición 84. Balvin sobrepasó el récord de «Me enamora» (2007) de Juanes, «Te quiero» (2008) de Flex y «A puro dolor» (2000) de Son by Four, quienes habían permanecido veinte semanas como el sencillo (sin acompañante) con mayor número de semanas en la cima de la lista. El sencillo recibió dos discos de diamante en Colombia, cuatro en Centroamérica y dos más en Perú, así como diez discos de platino (diamante) en los Estados Unidos, otorgados por la Recording Industry Association of America (RIAA) para el mercado hispanohablante.
El 6 de mayo de 2016, se lanzó el segundo sencillo, titulado «Bobo». Con este sencillo, Balvin logró ubicar otro número uno en el listado Hot Latin Songs, además de posicionarse en el primer puesto en México. También recibió diversas certificaciones, como Platino en Estados Unidos, Colombia y Perú; oro en Centroamérica y Ecuador, y doble platino en España. El tercer corte del álbum, «Safari», se lanzó el 17 de junio de 2016. Este cuenta con la colaboración del rapero y productor estadounidense Pharrell Williams, la rapera puertorriqueña Bia y el productor frecuente de Balvin, Sky.

### Interpretaciones en vivo
Balvin presentó por primera vez en vivo «Ginza» el 16 de julio de 2015, en los Premios Juventud 2015, transmitidos por la cadena estadounidense de habla hispana Univision. En una entrevista para Televisa, Balvin habló de dicha presentación, en donde expresó que se reinventaría en cada show, puesto que «Ginza» representa «un renacer, una nueva etapa en [su] carrera, donde quiere salirse de lo común». En la gala de los Premio Grammy Latino del 2015, igualmente presentados por Univision, el artista abrió la ceremonia junto a Farruko, Major Lazer y MØ, interpretando el tema y «Lean On».
En 2016, Balvin se presentó en el Festival de la Canción de Sanremo en Italia, gracias a eso, el intérprete se convirtió en el primer colombiano en presentarse en dicha competencia.
En la ceremonia de los Premio Grammy Latino del 2016, Balvin se presentó junto a Pharrell Williams, Sky y Bia, para interpretar «Safari» por primera vez, en vivo. Según la revista Billboard, la presentación fue una de las más esperadas de la noche.

## Lista de canciones
- Edición estándar

| Energía |                                         |                                                                         |                             |          |  |
| N.º     | Título                                  | Escritor(es)                                                            | Productor(es)               | Duración |  |
| 1.      | «Veneno»                                | Bigram Zayas · Miguel Durán · José Osorio · Louis Mario Meléndez        | Balvin                      | 2:29     |  |
| 2.      | «Malvada»                               | Osorio · Alejandro «Sky» Ramírez · Rene Cano · Alejandro «Mosty» Patiño | Sky · Mosty                 | 2:58     |  |
| 3.      | «Safari» (con Pharrell, Bia y Sky)      | Osorio · Bianca Landrau · Ramírez · Jesse Huerta · Pharrell Williams    | Sky · Balvin · Williams     | 3:26     |  |
| 4.      | «Bobo»                                  | Osorio · Cano · Ramírez · Patiño                                        | Sky · Mosty                 | 3:29     |  |
| 5.      | «Sigo extrañándote»                     | Osorio · Cano · Ramírez · Patiño · Salomón Villada                      | Sky · Mosty                 | 3:21     |  |
| 6.      | «Primera cita»                          | Osorio · Ramírez · Patiño · Justin Quiles                               | Sky · Mosty                 | 2:54     |  |
| 7.      | «Pierde los modales» (con Daddy Yankee) | Osorio · Raymond Ayala · Cano · Carlos Ortiz · Ramírez · Patiño         | Balvin · Sky · Mosty        | 3:21     |  |
| 8.      | «Por un día»                            | Osorio · Ramírez · Patiño · Quiles                                      | Sky · Mosty                 | 3:31     |  |
| 9.      | «No hay título»                         | Jason «Poo Bear» Boyd · Huerta · Balvin · Juan David Castaño · Patiño   | Poo Bear · Balvin · Mosty   | 2:43     |  |
| 10.     | «Acércate» (con Yandel)                 | Osorio · Llandel Malavé · Cano · Ramírez · Patiño                       | Sky · Mosty                 | 3:12     |  |
| 11.     | «Snapchat»                              | Zayas · Durán · Kevin Carbo · Osorio · Meléndez                         | Balvin · Sky · Mosty · DVLP | 3:39     |  |
| 12.     | «Hola»                                  | Osorio · Cano · Ramírez · Patiño                                        | Sky · Mosty                 | 3:16     |  |
| 13.     | «Ginza»                                 | Osorio · Cano · Ramírez · Patiño · Villada                              | Sky · Mosty                 | 2:51     |  |
| 14.     | «Solitario»                             | Osorio                                                                  | Balvin                      | 3:27     |  |
| 15.     | «35 Pa las 12» (Fuego con J Balvin)     | Osorio · Carbo · Durán · Luis O'Neill · Elvis Méndez · Luyo Melendéz    | Balvin · Fuego              | 4:06     |  |

- Edición especial

| Energía |                                                                                             |                                                                                |          |  |
| N.º     | Título                                                                                      | Escritor(es)                                                                   | Duración |  |
| 16.     | «Ginza» (remix con Anitta)                                                                  | Osorio · Cano · Larissa Machado · Ramírez · Patiño · Villada                   | 2:49     |  |
| 17.     | «Tranquila» (dueto con Projota)                                                             | Balvin                                                                         | 3:21     |  |
| 18.     | «Ginza» (remix con De La Ghetto, Arcángel, Daddy Yankee, Nicky Jam, Farruko, Yandel & Zion) | José Osorio · Rafael Castillo · Austin Santos · Ramón Ayala · Reyes · Veguilla | 6:39     |  |

Notas:
- «No hay título» cuenta con la participación vocal sin acreditar de la rapera Bia y de la participación en la guitarra del cantautor colombiano Juanes

## Gira promocional
| Fecha                                  | Ciudad              | País                 | Lugar                                        |
| -------------------------------------- | ------------------- | -------------------- | -------------------------------------------- |
| Latinoamérica — Etapa 1                |                     |                      |                                              |
| 29 de septiembre de 2016               | Culiacán            | México               | Foro Tecate                                  |
| 30 de septiembre de 2016               | Hermosillo          | México               | Expo Forum                                   |
| 29 de octubre de 2016                  | Cantón de Belén     | Costa Rica           | Centro de Eventos Pedregal                   |
| 1 de noviembre de 2016                 | Guadalajara         | México               | Auditorio Benito Juárez                      |
| Norteamérica — Etapa 1                 |                     |                      |                                              |
| 5 de noviembre de 2016                 | Miami               | Estados Unidos       | American Airlines Arena                      |
| Europa — Etapa 1                       |                     |                      |                                              |
| 8 de noviembre de 2016                 | Ámsterdam           | Países Bajos         | Paradiso                                     |
| 10 de noviembre de 2016                | Milán               | Italia               | Fabrique                                     |
| 11 de noviembre de 2016                | Dietikon            | Suiza                | Stadthale                                    |
| 12 de noviembre de 2016                | Colonia             | Alemania             | Essigfabrik                                  |
| 13 de noviembre de 2016                | Londres             | Reino Unido          | Shepherds Bush Empire                        |
| Latinoamérica / Norteamérica — Etapa 2 |                     |                      |                                              |
| 25 de noviembre de 2016                | Lima                | Perú                 | Jockey Club                                  |
| 26 de noviembre de 2016                | Medellín            | Colombia             | Plaza de Toros La Macarena                   |
| 20 de enero de 2017                    | Mar del Plata       | Argentina            | Mute - Club del Mar                          |
| 25 de febrero de 2017                  | Viña del Mar        | Chile                | Anfiteatro de la Quinta Vergara              |
| 18 de marzo de 2017                    | San Juan            | Puerto Rico          | Coliseo José Miguel Agrelot                  |
| 19 de marzo de 2017                    | Pico Rivera         | Estados Unidos       | Arena Deportiva Pico Rivera                  |
| 6 de abril de 2017                     | Puebla              | México               | Centro Expositor y de Convenciones de Puebla |
| 8 de abril de 2017                     | Ciudad de México    | México               | Auditorio Nacional                           |
| 11 de abril de 2017                    | Ciudad de Guatemala | Guatemala            | Explanada Cayalá                             |
| 12 de abril de 2017                    | Retalhuleu          | Guatemala            | Irtra Retalhuleu                             |
| 13 de abril de 2017                    | Puerto San José     | Guatemala            | Autopista Puerto Quetzal                     |
| 15 de abril de 2017                    | Tela                | Honduras             | La Ensenada Beach Resort                     |
| 21 de abril de 2017                    | Medellín            | Colombia             | Plaza de Toros La Macarena                   |
| 22 de abril de 2017                    | Bogotá              | Colombia             | Parque Simón Bolívar                         |
| 23 de abril de 2017                    | Miami               | Estados Unidos       | American Airlines Arena                      |
| Europa — Etapa 2                       |                     |                      |                                              |
| 10 de mayo de 2017                     | Roma                | Italia               | Atlántico                                    |
| 12 de mayo de 2017                     | Múnich              | Alemania             | TonHalle                                     |
| 13 de mayo de 2017                     | Ginebra             | Suiza                | Arena de Ginebra                             |
| 15 de mayo de 2017                     | Berlín              | Alemania             | C-Halle                                      |
| 16 de mayo de 2017                     | Oberhausen          | Alemania             | Turbinenhalle                                |
| 17 de mayo de 2017                     | Bruselas            | Bélgica              | Forest National                              |
| 19 de mayo de 2017                     | París               | Francia              | Olympia                                      |
| 21 de mayo de 2017                     | Barcelona           | España               | Sant Jordi Club                              |
| 22 de mayo de 2017                     | Madrid              | España               | WiZink Center                                |
| Asia — Etapa 1                         |                     |                      |                                              |
| 24 de mayo de 2017                     | Ra'anana            | Israel               | Raanana Park Amphitheater                    |
| Norteamérica — Etapa 3                 |                     |                      |                                              |
| 27 de mayo de 2017                     | El Paso             | Estados Unidos       | Downtown El Paso                             |
| 28 de mayo de 2017                     | Las Vegas           | Estados Unidos       | Mandalay Bay Beach Stage                     |
| Latinoamérica — Etapa 3                |                     |                      |                                              |
| 1 de julio de 2017                     | Santiago            | Chile                | Movistar Arena                               |
| 29 de julio de 2017                    | Monterrey           | México               | Parque Ferrocarrilero                        |
| 3 de agosto de 2017                    | Ciudad de Panamá    | Panamá               | Arena Roberto Durán                          |
| 5 de agosto de 2017                    | Santa Cruz          | Bolivia              | Estadio Ramón Tahuichi Aguilera              |
| 9 de agosto de 2017                    | Montevideo          | Uruguay              | Palacio Peñarol                              |
| 10 de agosto de 2017                   | Buenos Aires        | Argentina            | Luna Park                                    |
| 11 de agosto de 2017                   | Córdoba             | Argentina            | Anfiteatro Jesús María                       |
| 12 de agosto de 2017                   | Asunción            | Paraguay             | Hipódromo de Asunción                        |
| 2 de septiembre de 2017                | Lima                | Perú                 | Jockey Club                                  |
| Norteamérica — Etapa 4                 |                     |                      |                                              |
| 14 de septiembre de 2017               | Fairfax             | Estados Unidos       | EagleBank Arena                              |
| 15 de septiembre de 2017               | Boston              | Estados Unidos       | The Wang Theatre                             |
| 16 de septiembre de 2017               | Nueva York          | Estados Unidos       | The Theater at MSG                           |
| 20 de septiembre de 2017               | Detroit             | Estados Unidos       | The Fillmore                                 |
| 21 de septiembre de 2017               | Rosemont            | Estados Unidos       | Rosemont Theatre                             |
| 23 de septiembre de 2017               | Milwaukee           | Estados Unidos       | Riverside Theater                            |
| 24 de septiembre de 2017               | Omaha               | Estados Unidos       | Ralston Arena                                |
| 28 de septiembre de 2017               | Houston             | Estados Unidos       | Club Escapade                                |
| 29 de septiembre de 2017               | Hidalgo             | Estados Unidos       | State Farm Arena                             |
| 30 de septiembre de 2017               | San Antonio         | Estados Unidos       | Aztec Theatre                                |
| 1 de octubre de 2017                   | Dallas              | Estados Unidos       | Verizon Theatre                              |
| 5 de octubre de 2017                   | San José            | Estados Unidos       | City National Civic                          |
| 6 de octubre de 2017                   | Santa Ana           | Estados Unidos       | The Observatory                              |
| 7 de octubre de 2017                   | Rancho Mirage       | Estados Unidos       | The Show - Agua Caliente Casino              |
| 8 de octubre de 2017                   | Los Ángeles         | Estados Unidos       | Microsoft Theater                            |
| 10 de octubre de 2017                  | Atlanta             | Estados Unidos       | Coca-Cola Ritz                               |
| 11 de octubre de 2017                  | Orlando             | Estados Unidos       | Hard Rock Live                               |
| 13 de octubre de 2017                  | Miami               | Estados Unidos       | American Airlines Arena                      |
| Latinoamérica — Etapa 4                |                     |                      |                                              |
| 21 de octubre de 2017                  | Ciudad de México    | México               | Auditorio Nacional                           |
| 27 de octubre de 2017                  | Guadalajara         | México               | Auditorio Telmex                             |
| 28 de octubre de 2017                  | Cuernavaca          | México               | Jardines de México                           |
| 1 de noviembre de 2017                 | Monterrey           | México               | Arena Monterrey                              |
| 2 de noviembre de 2017                 | Cabo San Lucas      | México               | El Squid Roe                                 |
| 5 de noviembre de 2017                 | Santo Domingo       | República Dominicana | Estadio Olímpico Félix Sánchez               |
| 11 de noviembre de 2017                | Tijuana             | México               | Auditorio El Trompo                          |
| 18 de noviembre de 2017                | Bucaramanga         | Colombia             | Plaza de Toros Señor de los Milagros         |
| 19 de noviembre de 2017                | Río de Janeiro      | Brasil               | Parque Olímpico de Río de Janeiro            |
| 25 de noviembre de 2017                | Bogotá              | Colombia             | Parque Simón Bolívar                         |
| 26 de noviembre de 2017                | Medellín            | Colombia             | Plaza de Toros La Macarena                   |
| Europa — Etapa 3                       |                     |                      |                                              |
| 25 de enero de 2018                    | París               | Francia              | Zénith Paris                                 |
| 26 de enero de 2018                    | Ámsterdam           | Países Bajos         | AFAS Live                                    |
| 28 de enero de 2018                    | Londres             | Reino Unido          | O2 Academy Brixton                           |

### Recaudaciones
| Fecha                    | Ciudad           | Lugar                                | Entradas vendidas/disponibles | Recaudación |
| ------------------------ | ---------------- | ------------------------------------ | ----------------------------- | ----------- |
| 18 de marzo de 2017      | San Juan         | Coliseo José Miguel Agrelot          | 4,965 / 5,641 (88%)           | $315,923    |
| 8 de abril de 2017       | Ciudad de México | Auditorio Nacional                   | 9,620 / 9,620 (100%)          | $313,802    |
| 28 de mayo de 2017       | Las Vegas        | Mandalay Bay Resort and Casino       | 4,529 / 4,529 (100%)          | $193,617    |
| 1 de julio de 2017       | Santiago         | Movistar Arena                       | 14,893 / 14,974 (99%)         | $730,114    |
| 15 de septiembre de 2017 | Boston           | The Wang Theatre                     | 3,011 / 3,531 (85%)           | $213,168    |
| 16 de septiembre de 2017 | Nueva York       | The Theater at Madison Square Garden | 5,276 / 5,276 (100%)          | $385,456    |
| 8 de octubre de 2017     | Los Ángeles      | Microsoft Theater                    | 6,856 / 6,856 (100%)          | $484,891    |
| 21 de octubre de 2017    | Ciudad de México | Auditorio Nacional                   | 9,620 / 9,620 (100%)          | $351,374    |

### Conciertos cancelados
| Fecha                   | Ciudad        | País   | Lugar                     | Motivo                                     |
| ----------------------- | ------------- | ------ | ------------------------- | ------------------------------------------ |
| 21 de octubre de 2016   | Chihuahua     | México | Estadio Manuel L. Almanza | Razones desconocidas.                      |
| 22 de octubre de 2016   | Ciudad Juárez | México | Estadio Carta Blanca      | Falta de garantías técnicas en el recinto. |
| 10 de noviembre de 2017 | Mexicali      | México | Plaza de Toros Calafia    | Incumpliento de contrato                   |

## Posiciones en lista
| País (Lista)                         | Mejor posición |
| ------------------------------------ | -------------- |
| Bélgica (Ultratop 200 Wallonia)      | 187            |
| España (Top 100 Álbumes)             | 44             |
| Estados Unidos (Billboard 200)       | 38             |
| Estados Unidos (Digital Albums)      | 17             |
| Estados Unidos (Latin Rhythm Albums) | 1              |
| Estados Unidos (Top Album Sales)     | 23             |
| Estados Unidos (Top Latin Albums)    | 1              |
| México (Top 20 Álbum)                | 1              |
| México (Top 20 Español)              | 1              |
| Suiza (Swiss Top 75 Albums)          | 49             |

| País (Organismo)           | Certificaciones    |
| -------------------------- | ------------------ |
| Brasil (Pro-Música Brasil) | Oro                |
| Chile (IFPI — Chile)       | 4× Platino         |
| Colombia (ASINCOL)         | Diamante           |
| Ecuador (IFPI — Ecuador)   | 2× Platino         |
| Estados Unidos (RIAA)      | 2× Platino (Latin) |
| México (AMPROFON)          | Diamante + Oro     |
| Perú (IFPI — Perú)         | 3× Platino         |
| Venezuela (AVINPRO)        | 7× Platino         |
| Sumarios                   |                    |
| Centroamérica              | 2× Platino         |

| País (Lista)                         | Mejor posición |
| ------------------------------------ | -------------- |
| Estados Unidos (Top Latin Albums)    | 10             |
| Estados Unidos (Latin Rhythm Albums) | 1              |
| México (Top 100 México)              | 70             |

| Predecesor: Highway de Intocable | Top Latin Albums — Álbum número uno 16 de julio de 2016 — 23 de julio de 2016 | Sucesor: Highway de Intocable                                                                                                   |
| Predecesor: Dance Latin # 1 Hits de Varios artistas La promesa de Justin Quiles La promesa de Justin Quiles Blanco Perla de Cosculluela Viejo marihuano de Cartel de Santa | Latin Rhythm Albums — Álbum número uno 16 de julio de 2016 — 20 de julio de 2016 3 de septiembre de 2016 — 24 de septiembre de 2016 1 de octubre de 2016 — 22 de octubre de 2016 12 de noviembre de 2016 — 10 de diciembre de 2016 17 de diciembre de 2016 — | Sucesor: La promesa de Justin Quiles La promesa de Justin Quiles Motivan2 de Zion & Lennox Viejo marihuano de Cartel de Santa — |
| Predecesor: Aquí estoy de Mario Bautista | Top 20 Álbum — Álbum número uno 7 de julio de 2016 — 14 de julio de 2016 | Sucesor: Aquí estoy de Mario Bautista                                                                                           |
| Predecesor: Aquí estoy de Mario Bautista | Top 20 Álbum Español — Álbum número uno 7 de julio de 2016 — 14 de julio de 2016 | Sucesor: Aquí estoy de Mario Bautista                                                                                           |

## Certificaciones
| País   | Organismo certificador | Certificación    | Ventas certificadas | Ref.   |
| ------ | ---------------------- | ---------------- | ------------------- | ------ |
| México | AMPROFON               | 4× Platino + Oro | 270 000             | [ 94 ] |

## Historial de lanzamiento
| País   | Fecha               | Formato                           | Edición          | Discográfica             | Ref.         |
| ------ | ------------------- | --------------------------------- | ---------------- | ------------------------ | ------------ |
| Mundo  | 24 de junio de 2016 | Descarga digital · Disco compacto | Estándar         | Capitol Latin ·Universal | [ 1 ] [ 95 ] |
| Brasil | 8 de julio de 2016  | Disco compacto                    | Edición especial | Universal                | [ 49 ]       |